# خوسيه ريستريبو
خوسيه ريستريبو (بالإسبانية: José Manuel Restrepo González)‏ هو مصارع رياضي كولومبي، ولد في 25 أغسطس 1974.

## وصلات خارجية
- خوسيه ريستريبو على موقع قاعدة بيانات المصارعة الدولية (الإنجليزية)
- خوسيه ريستريبو على موقع أوليمبيديا (الإنجليزية)